# 穴の川
穴の川（あなのかわ）は、北海道札幌市南区石山地区を流れる石狩川水系豊平川支流の一級河川である。長さ9.4kmのうち、下流より4.2kmの区間と穴の川放水路の0.1kmは一級河川として北海道が管理している。

## 流路
北海道札幌市南区の真駒内スキー場がある標高460mの山の北の谷に源を発し、石山地区を北東に流れる。上流部は丘陵の林の中だが、数百メートルで耕地に出てくる。山から出たところは幅200メートルの南北に細長い平地で、川はその右（東）の端を流れる。川から見ると、平地を左岸に、丘陵の線にそった急傾斜が右岸になる。左岸は農地と住宅地で、現在の住所地名は条・丁目なしの「石山」だが、昔は石山六区と呼ばれた。今もバス停の名前や六区会館にその地名が残っている。途中、穴の川中央緑地で小沢川を合わせる。
穴の川の下流は、豊平川の河岸段丘を北東に流れる。下流部は「石山」に条・丁目を付けて区分した住宅地である。うち西部は昔「穴の沢」といったが、今は石山の一部である。段丘部への入り口には、穴の川緑地ともみじ公園がある。穴の川緑地には住民の手で維持されている「ハーブの小道」があり、年に一度ハーブピクニックを催す。
下流部の石山2条3丁目と4丁目の境で、流れは二つに分かれる。左に向かう方が水量が多い穴の川放水路で、長さ約150メートルある。右に向かうのが元からの穴の川で、東に約500メートル行ったところで石山川をあわせる。その後、昔の採石場を公園に改装した石山緑地を右にして北に流れ、石山1条1丁目を通って豊平川に合流する。

## 自然
ごく短い上流部を除き流路のほとんどがコンクリートで護岸されている。札幌市豊平川さけ科学館は1997年に穴の川上流で淡水魚の採集調査を行ったが、オショロコマ1を確認しただけで、豊平川支流の他の河川と比べて少なかった。科学館はこのオショロコマも飼われていたものが逃げ出したのではないかと推測している。

## 支流
- 小沢川
- 穴の川放水路（分流）
- 石山川 - 東石山川

小沢川
長さ約1キロメートルの穴の川の支流で、昔は「穴の川支流」と呼ばれていた。穴の川中流部、石山と藤野を隔てる丘陵部の谷から北東に流れ、穴の川左岸の平地に出てすぐに市道の石山穴の沢線の下を潜り、穴の川中央緑地に入る。この公園の真ん中をよぎって穴の川に注ぐ。公園内に小沢川橋が架かる。
穴の川放水路
長さ百数十メートルで豊平川に注ぐ穴の川の分流である。それまで豊平川の右岸を平行して流れていた川筋を、途中で短絡させて早めに豊平川に落とすものである。国道230号の石山大橋（豊平川）のそば、穴の川橋の下で豊平川に合流する。流量が元の川より多いので、一般にはこちらの方が穴の川本流と認識されている。

## 橋梁
- （橋）
- 穴の川橋
- エルム橋
- にっこう橋
- 豊羽橋
- （橋）
- （橋）
- 緑地橋
- 穴の川中央橋
- 穴の川橋
- 望豊橋 - 平岸通
- 青樹虹の橋
- 青樹橋
- （橋）

穴の川放水路の橋梁
- 暗渠 - 石山あいさつ通
- （橋）
- 穴の川橋 - 国道230号